# Isola di Gavrilov
L'isola di Gavrilov (in russo Остров Гаврилова, ostrov Gavrilov) è un'isola russa nel mare di Kara.
Amministrativamente fa parte del distretto di Tajmyr del Territorio di Krasnojarsk, nel Circondario federale della Siberia.

## Geografia
L'isola si trova ad ovest della penisola di Pallas (полуостров Палласа, poluostrov Pallasa), a circa 4 km da capo Dobrotvorskogo Južnyj (Добротворского Южный). L'isola di Gavrilov è lunga circa 4,3 km e larga 3,5 km; ha un'altezza massima di 48 m.

## Isole adiacenti
- Isola Pervomajskij (остров Первомайский), una piccola isola, lunga 900 m[1] e alta 15 m, 2,3 km a sud[1] (75°56′42.84″N 92°38′22.08″E).

Altre isole nelle vicinanze:
- Isola di Sorokin (остров Сорокина) e Isola Gydojamo (остров Гыдоямо), a nord-ovest.
- Isole di Krusenstern (Острова Крузенштерна), circa 11 km a sud-ovest.
- Isola di Rykačev (острова Рыкачева), a sud.